# Yinjiang
Yinjiang (en chino, 印江; pinyin, Yìnjiāng, léase Yin-Chiáng) es un condado autónomo bajo la administración directa de la Prefectura Tong'ren en la Provincia de Guizhou, República Popular China.  Su área es de 1968 km² y su población total para 2010 superó los 280 mil habitantes.

## Toponimia
A principios de la dinastía Tang se establecieron los condados "Siwang" (思王县) y "Siqiong" (思邛县), durante la dinastía Song (960-1279) se forma del condado Qiongshui (邛水县), durante la dinastía Yuan (1271-1368) se fusionan bajo el nombre Siyinjiang (思印江), vemos que se cambió "Shui" (水 agua) por Jiang (江 río). El cambio de "Qiong" (邛) a "Yin" (印) se dice que cuando los funcionarios locales informaron al emperador sobre la situación política de la región, el emperador no prestó atención por un tiempo y terminó confundiendo "Qiong" por "Yin". Desde la dinastía Ming (1494) la región se conoce como Yinjiang, nombre que ha llegado hasta hoy en día.
Como las otras regiones autónomas, se caracteriza por estar asociada a un grupo étnico minoritario, en este caso, los tujia y los miao. La región recibió la condición de "autónomo" cuando se estableció el "condado autónomo tujia y miao de Yinjiang" el 13 de diciembre de 1986.

## Administración
Desde julio de 2020, el  condado Yinjiang se divide en 17 pueblos que se administran en 3 subdistritos, 13   poblados y 1 villa.